# Флаг Бельского района
Флаг муниципального образования «Бе́льский район» Тверской области Российской Федерации — опознавательно-правовой знак, служащий официальным символом муниципального образования.
Флаг утверждён 19 апреля 2001 года и внесён в Государственный геральдический регистр Российской Федерации с присвоением регистрационного номера 1058.

## Описание
«Прямоугольное бело-зелёное полотнище с соотношением ширины к длине 2:3. В центре белой вертикальной полосы, составляющей 1/4 длины флага и расположенной у древка, помещено изображение пушки с чёрным стволом на синем лафете, на запале которой сидит синяя райская птица. На вертикальной зелёной части полотнища, составляющего 3/4 общей длины флага, помещено изображение двух белых мешков муки с красными шнурами».

## Символика
В основу флага Бельского района положен исторический герб города Белый, Высочайше утверждённый 10 (21) октября 1780 года вместе с другими гербами городов Смоленского наместничества: в верхней части щита герб Смоленский, в нижней части щита «Два белые мешка с крупитчатою мукою, перевязаны золотыми шнурами, в зелёном поле, дающие собою знать, что при сей знатной пристани оным продуктом производится великий торг».